# Clock Tower (New Plymouth)
Der Clock Tower ist ein Glockenturm der Stadt New Plymouth, die Verwaltungssitz des New Plymouth District ist und zur Region Taranaki auf der Nordinsel von Neuseeland gehört. Das heutige Bauwerk wurde 1985 als Kopie des ersten Turms von 1908 fertig gestellt.

## Geographie
Der Glockenturm befindet sich im Stadtzentrum von New Plymouth, auf der Devon Street West gegenüber der Einmündung zur Queen Street. Südlich angrenzend dehnt sich über eine Länge von rund 100 m der Robe Street Park aus.

## Geschichte
Um der Stadt New Plymouth eine gewisse Würde zu verleihen, begannen im Jahr 1897 die Bürger der Stadt Geld für einen Uhrenturm zu sammeln. Am 28. November 1905 legte Sir Joseph Ward, seinerzeit Generalpostmeister des Landes, den Grundstein für das Gebäude und gut zweieinhalb Jahre später wurde die Uhr am 6. Juli 1908 erstmalig in Gang gesetzt und damit der Uhrenturm seiner Bestimmung übergeben. Der Turm war damals Teil des angrenzenden Postamtes.
1944 erklärte das damalige Department of Public Works den Turm zu einem Erdbebenrisiko und forderte seinen Abriss. Doch der Turm blieb bis in die 1960er Jahre aus ungeklärten Gründen von seiner Zerstörung verschont. Am 28. Januar 1964 erfolgte eine erneute Anordnung für dessen Abriss mit der Folge, dass sich wieder viele Bürger für dessen Erhalt einsetzten. Im März 1968 beschloss dann der Stadtrat der Stadt zunächst den Erhalt des Gebäudes, hob diesen aber später durch einen erneuten Beschluss wieder auf. Am 20. April 1969 erfolgten dann die Abrissarbeiten, bei denen sich der Turm doch als stabiler erwies, als Fachleute angenommen hatten.
Im Juli 1983 wurde ein öffentlicher Aufruf für einen neuen Uhrenturm gestartet. Der geschätzte finanzielle Aufwand für einen neuen Turm wurde seinerzeit mit 268.442,55 $NZ angegeben. Sammlungen der Bürger in vielfältiger Art brachten eine Summe von rund 70.000 $NZ auf. Das beeindruckte den Stadtrat und man begann, einen neuen Turm zu errichten, der im Jahr 1985 fertig gestellt werden konnte. In den neuen Turm wurde das Uhrwerk des alten Turms eingebaut.

## Gebäude
Das heutige Gebäude des Clock Tower wurde als eine Kopie des früheren Turmes erstellt und verfügt bei einem quadratischen Grundriss über eine Höhe von 21 m. Das zentrale Uhrwerk steuert vier Anzeigen, je eine an jeder Seite des Turms.